# جائزة غرامي لأفضل مقطوعة جاز منفردة
جائزة الغرامي لأفضل مقطوعة جاز منفردة (بالإنجليزية: Grammy Award for best improvised Jazz Solo)‏ هي جائزة تقدمها الأكاديمية الوطنية لتسجيل الفنون والعلوم (NARAS) سنويا ضمن حفل توزيع جوائز الغرامي،لأفضل معزوفة جاز.